# Ряузов, Сергей Николаевич
Сергей Николаевич Ряузов (1905 — 1983) — советский композитор, участник Великой Отечественной войны. 

## Биография
Родился в 1905 году в Москве.
В 1930 году окончил Московскую консерваторию по классу композиции у Р. М. Глиэра и инструментовки у С. Н. Василенко. Ряузов являлся участником группы композиторов «Проколл», а также редактором Музгиза (1936–1939, 1945–1946) и экспертом Всесоюзного агентства по авторским правам (1938–1939, с 1950 года). С 1934 года композитор изучал и использовал в своих сочинениях чеченскую, кабардинскую, туркменскую, бурятскую, киргизскую, монгольскую, народную музыку. Автор различных статей.
Скончался в 1983 году. Место смерти неизвестно. 